# Osmaniye (1865)

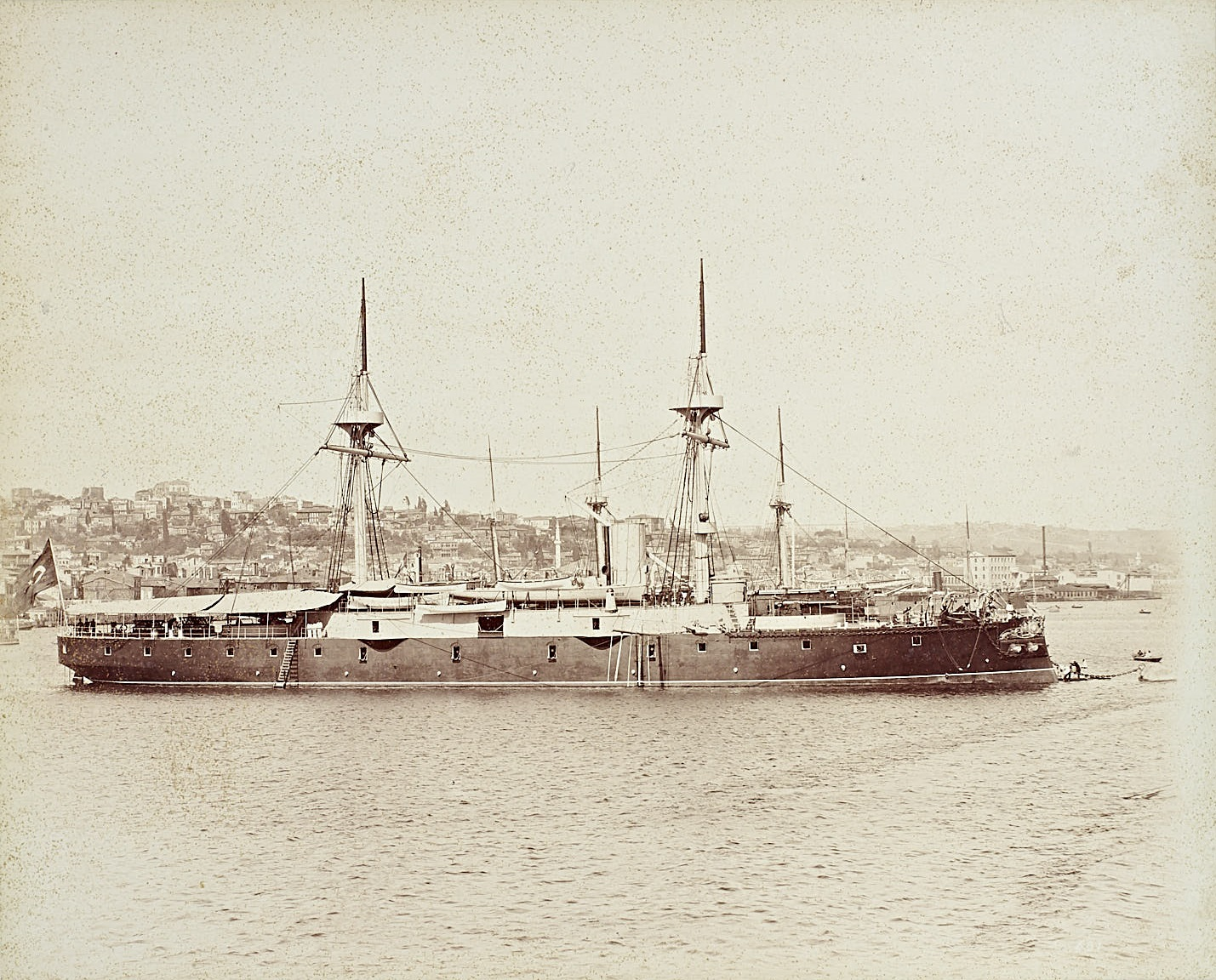
«Османіє» у 1890-х після модернізації

«Османіє», названий на честь султана Османа I, був головним кораблем однойменного типу броненосців, побудованих для Османського флоту в 1860-х роках фірмою «Роберт Нейпір та сини» з Великої Британії. Батарейний броненосець, «Османіє» ніс чотирнадцять 203 мм гармат Армстронга та десять 36-фунтових гармат тієї ж фірми у традиційному розташуванні по бортах, а також одну 203 мм погонну гармату. Разом з іншими найсильнішими османськими броненосцями, керівництво ВМС вирішило не залучати корабель до бойових дій під час російсько-турецької війни 1877—1878 рр. для його збереження. 1880-ті броненосець не використовувався, а на початку 1890-х він пройшов серйозну модернізацію і був перебудований з розміщенням артилерії головного калібру у барбетах. Тим не менше, на час греко-турецької війни 1897 року броненосець був у поганому стані, в результаті чого не використовувався під час бойових дій, а після війни був роззброєний. Він залишався у резерві до 1923 року, після чого був утилізований.